# ملیا (نبراسکا)
ملیا (به انگلیسی: Melia) یک منطقهٔ مسکونی در ایالات متحده آمریکا است که در نبراسکا واقع شده‌است. ملیا ۳۴۵٫۰۴ متر بالاتر از سطح دریا واقع شده‌است.